# Colección de arte UDLAP
La Colección de Arte de la Universidad de las Américas Puebla (UDLAP) es una colección artística perteneciente a dicha institución. Construida por acervos coleccionados desde la fundación de la universidad y conformada formalmente en 2008, reúne aproximadamente 600 obras de 160 artistas de distintas nacionalidades, con acervos de distintas disciplinas artísticas enfocadas en el arte mexicano y latinoamericano.

## Orígenes
Si bien su origen puede rastrearse hacia la época del Mexico City College –institución que a la postre sería la UDLAP–, la colección tuvo su origen cuando una familia pidió a la universidad poder pagar la colegiatura de uno de sus hijos con obra artística. La sala de juntas de la UDLAP, entonces, acogió la obra de Alberto Gironella, Vicente Rojo, Rodolfo Morales y Francisco Toledo, entre otros y otras.

## Acervo
La colección comprende colecciones de:
- talavera contemporánea, incluyendo la obra de artistas contemporáneos que eligen dicha técnica como expresión así como obras de los talleres Uriarte y Talavera de la Reyna.
- gráfica
- pintura
- fotografía
- escultura
- medios alternativos

## Artistas de la colección
Al ser una colección que busca expandirse de forma permanente, el número de artistas que pertenecen a la Colección de Arte UDLAP crece de forma constante. En 2015, la UDLAP editó el primer catálogo en papel, el cual incluía a todos los artistas que hasta ese momento superaban los 150: cada uno aparecía representado con al menos una de sus obra pertenecientes a alguno de los seis acervos en que se divide la colección. Algunos nombres que se incluyen en esta colección son:
- Alejandro Osorio
- Álvaro Santiago
- Alberto Castro Leñero
- Carmen Wenzel
- César López
- Dulce Pinzón
- Francisco Toledo
- Gustavo Montoya
- Gerardo Ramos Brito
- Germán Montalvo
- Héctor Falcón
- Heriberto Juárez
- Jan Hendrix
- Joy Laville
- José Cortés Santander
- Magali Lara
- Maris Bustamante
- Miriam Medrez
- Ricardo Regazzoni
- Rufino Tamayo
- Vicente Rojo Almazán
- Kazuya Sakai

## Galería

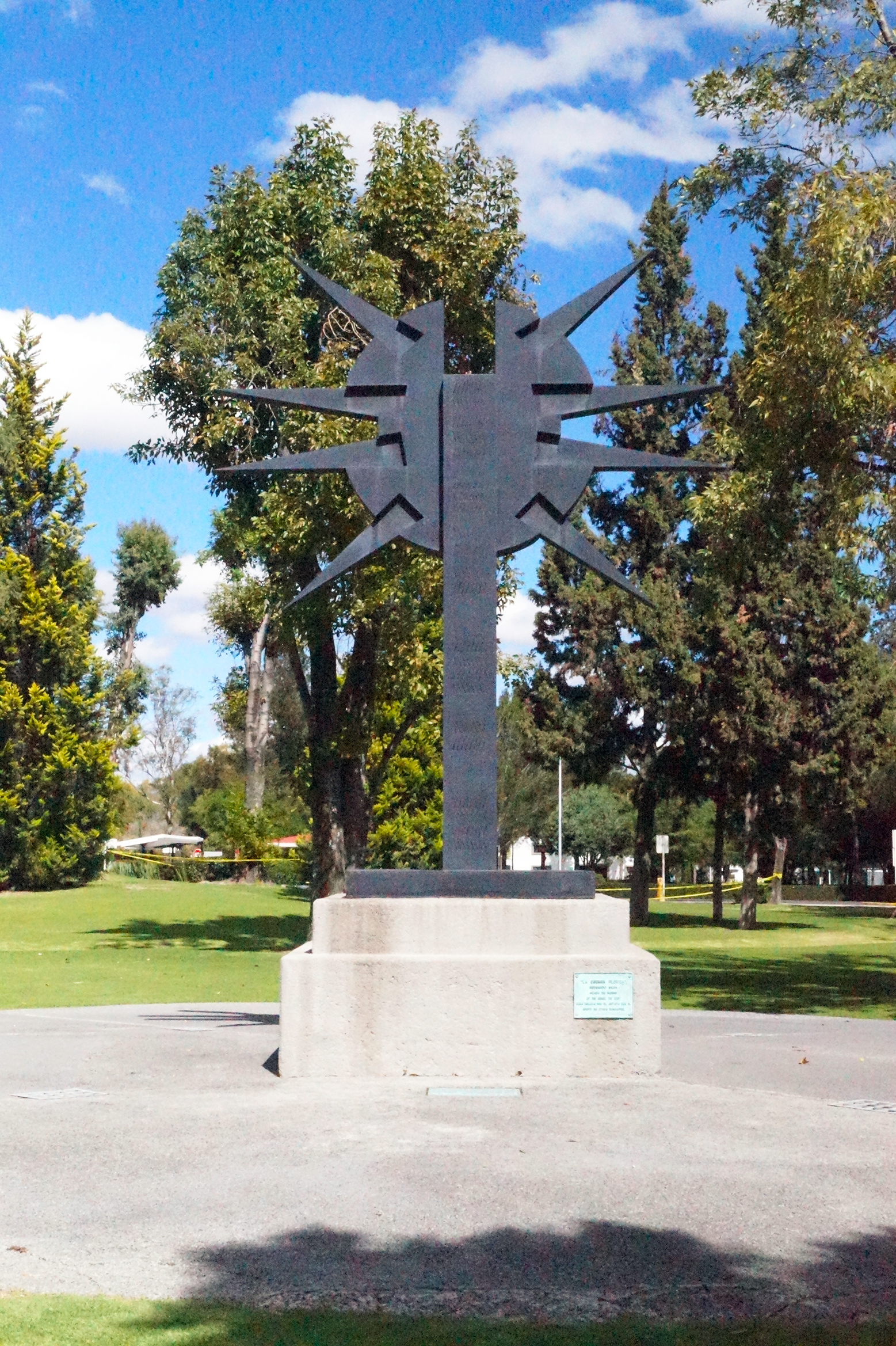
"La guerra florida" (escultura)
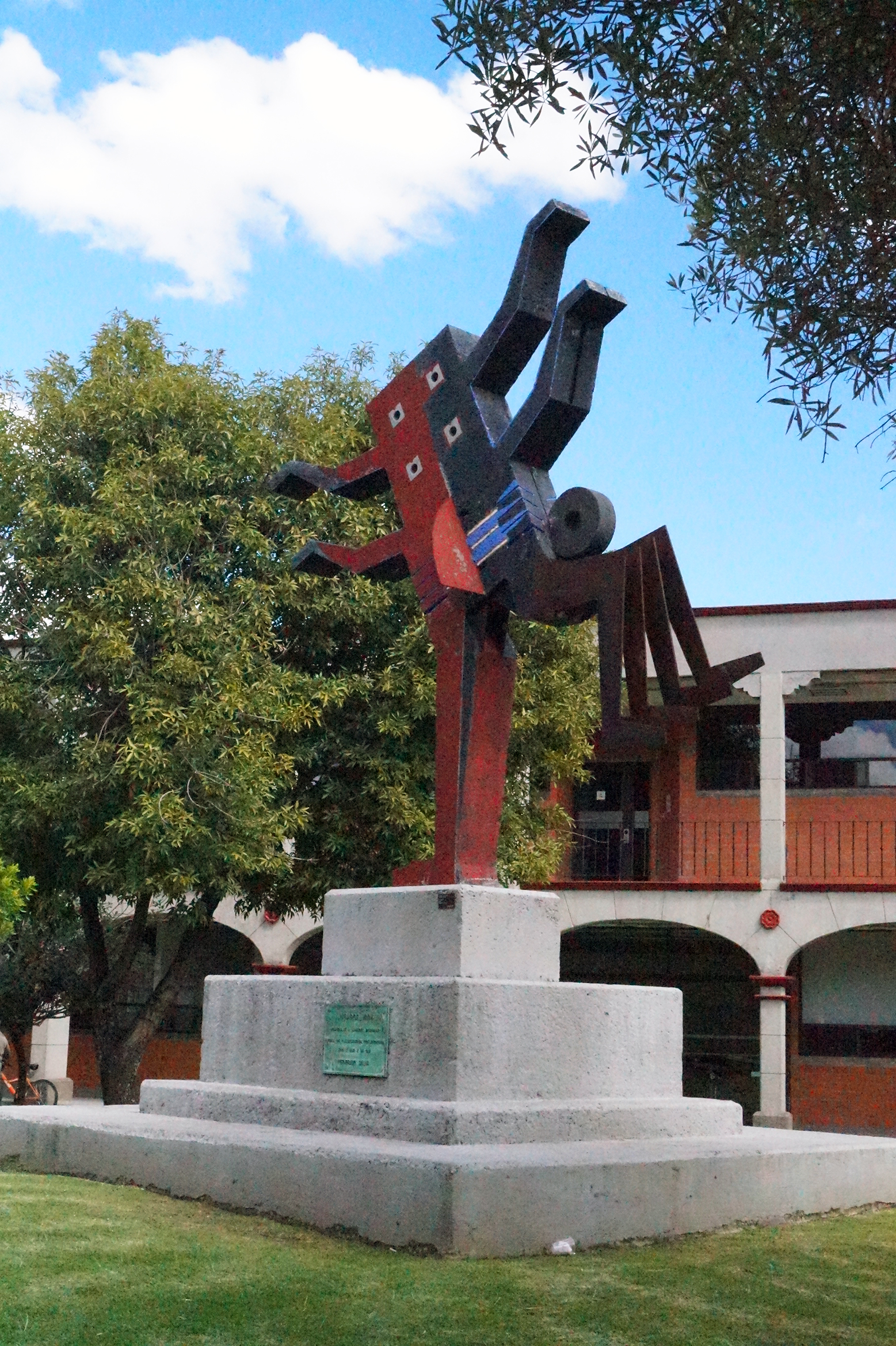
"El jugador" (escultura) (2)
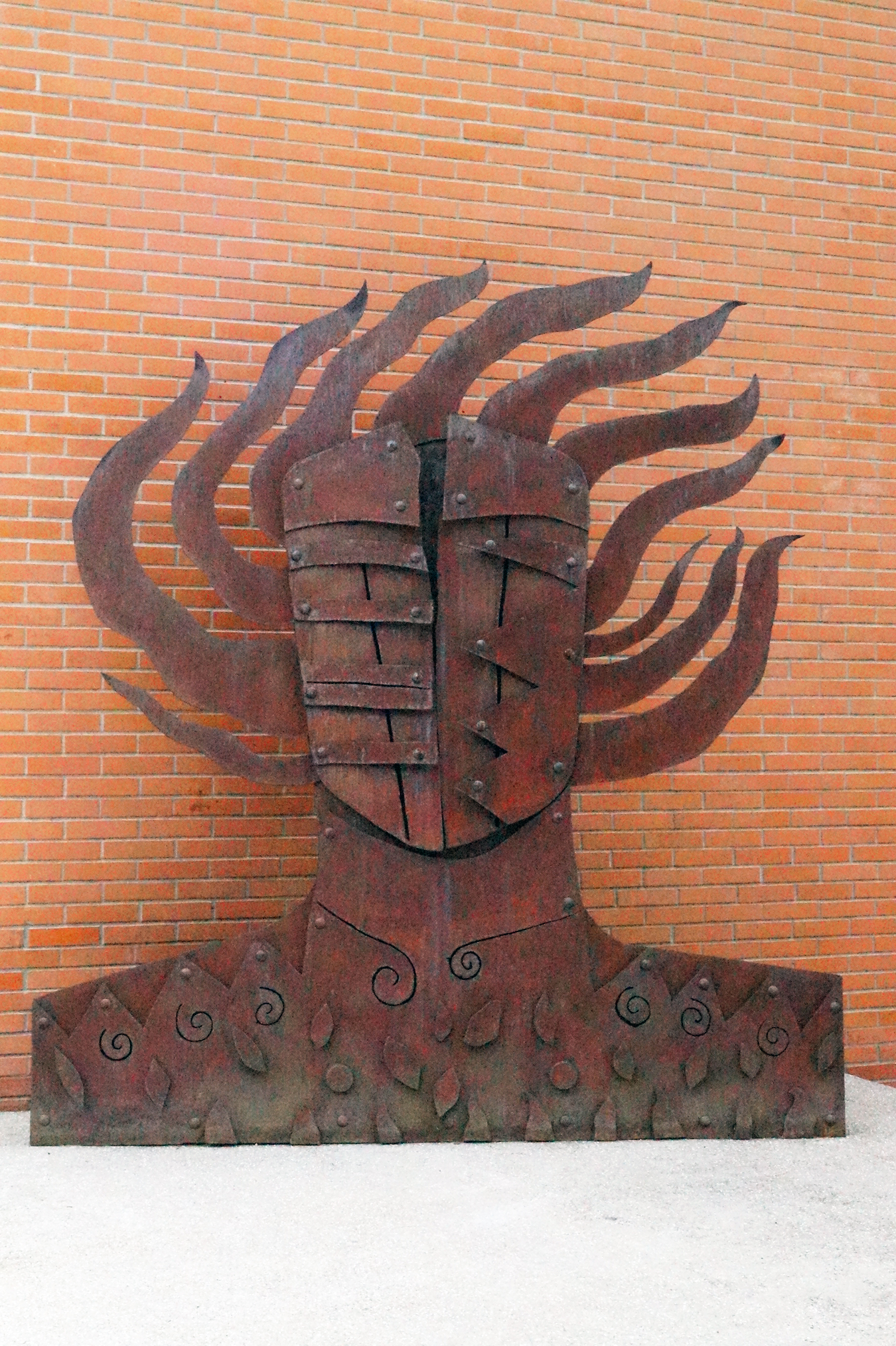
"Primer relato" (escultura)
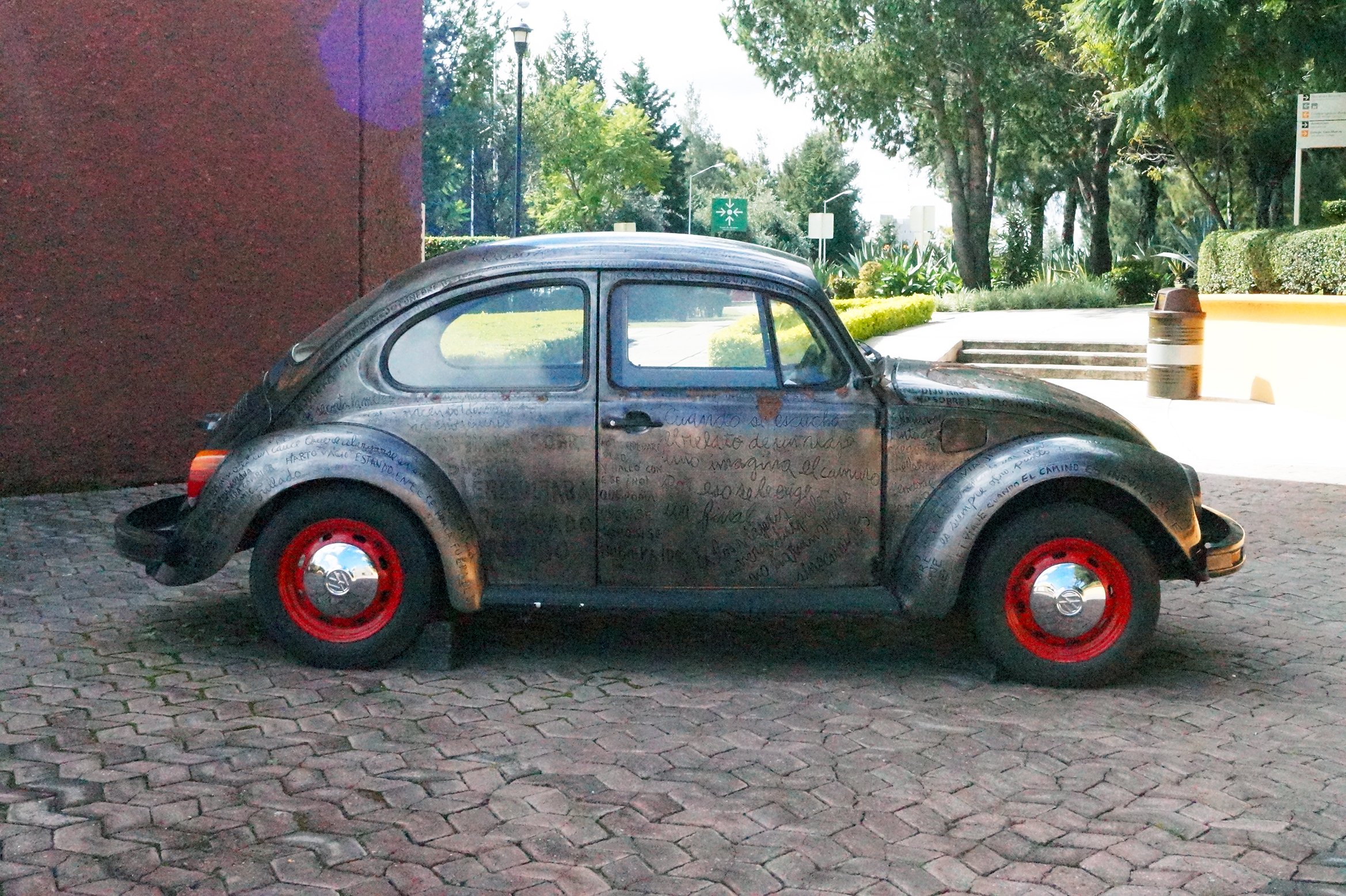
"El último de los justos" (obra de arte)
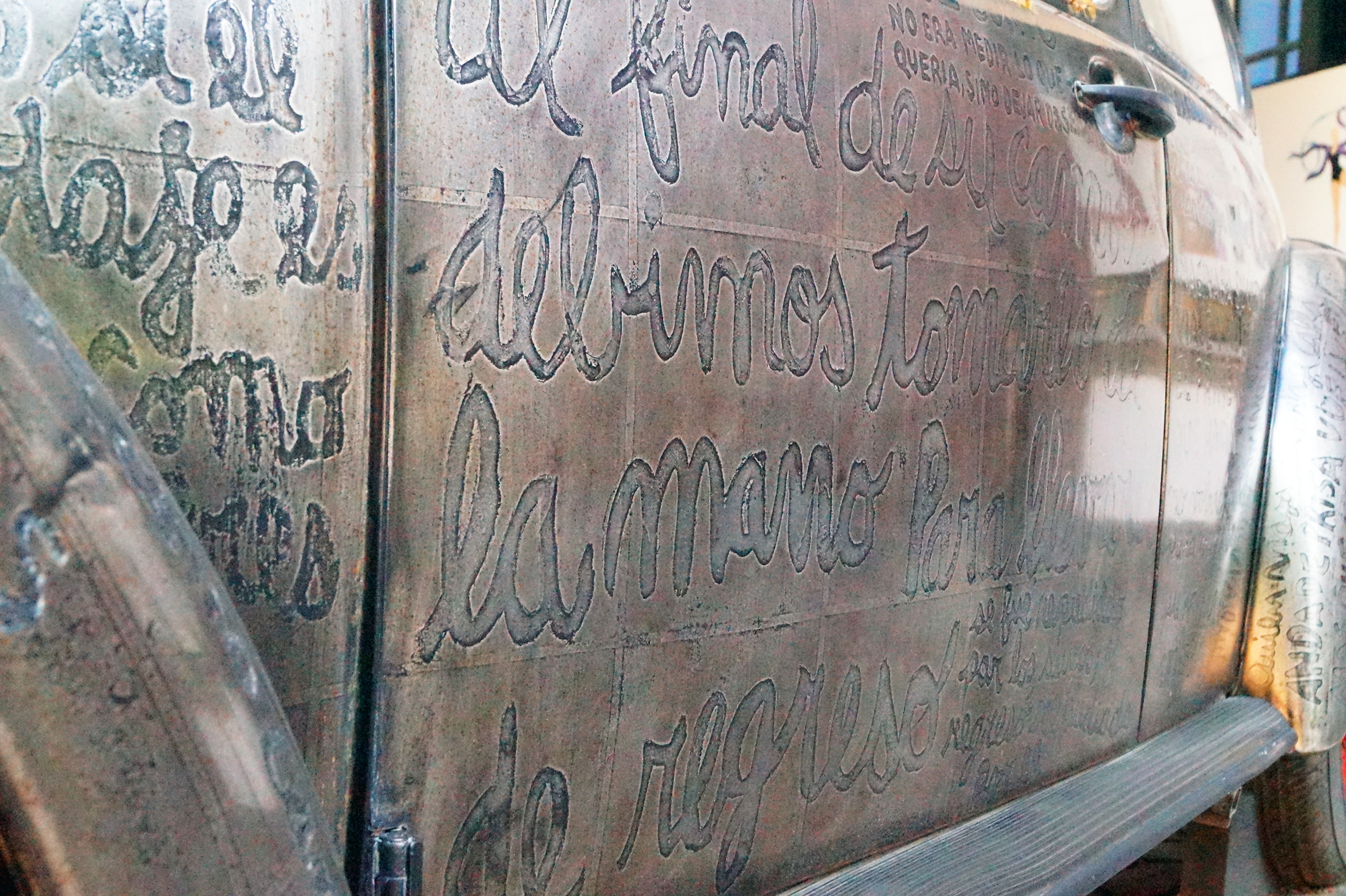
"El último de los justos" (obra de arte) (detalle 2)
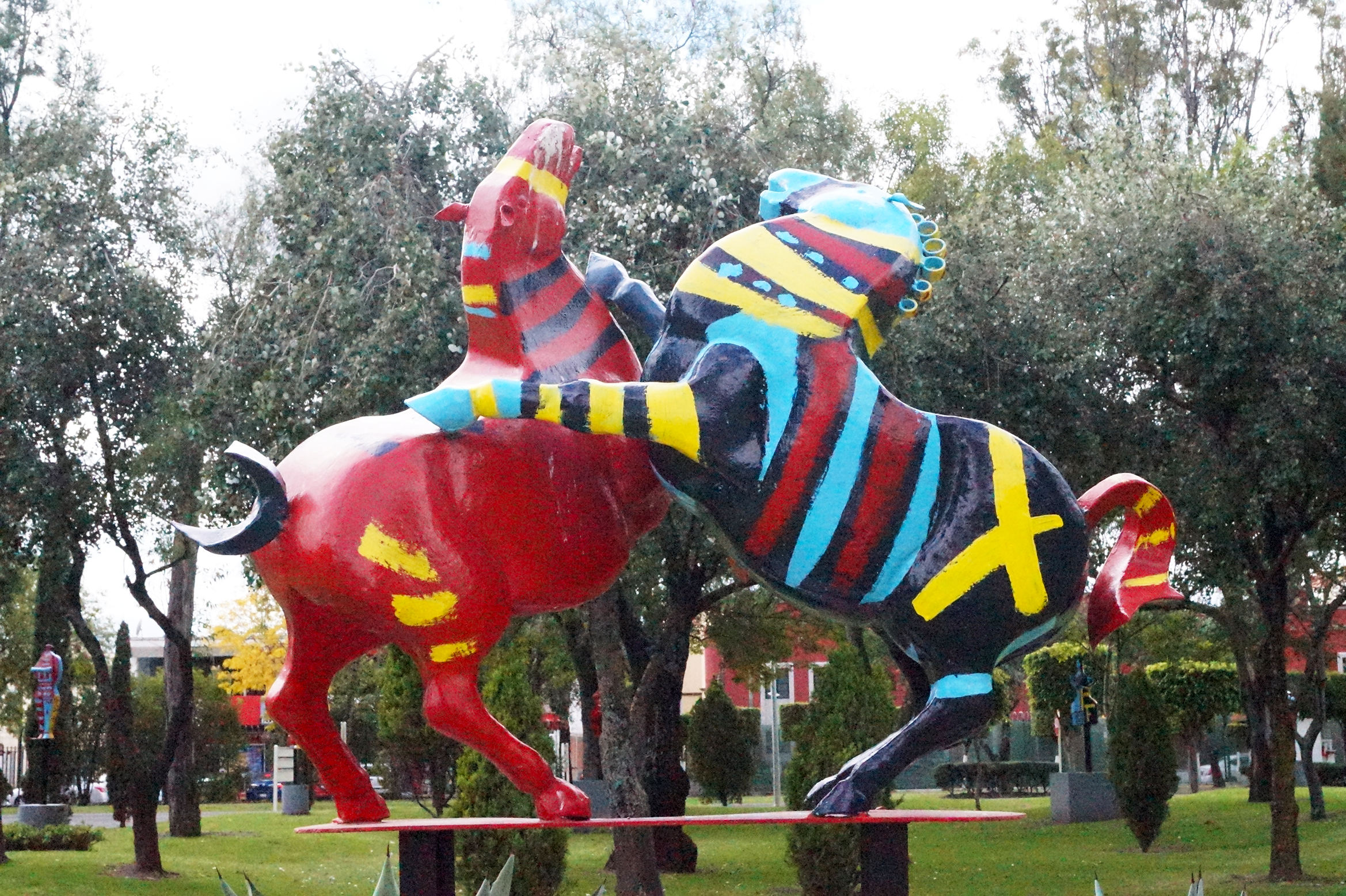
"Dos caballos" (escultura) (2)
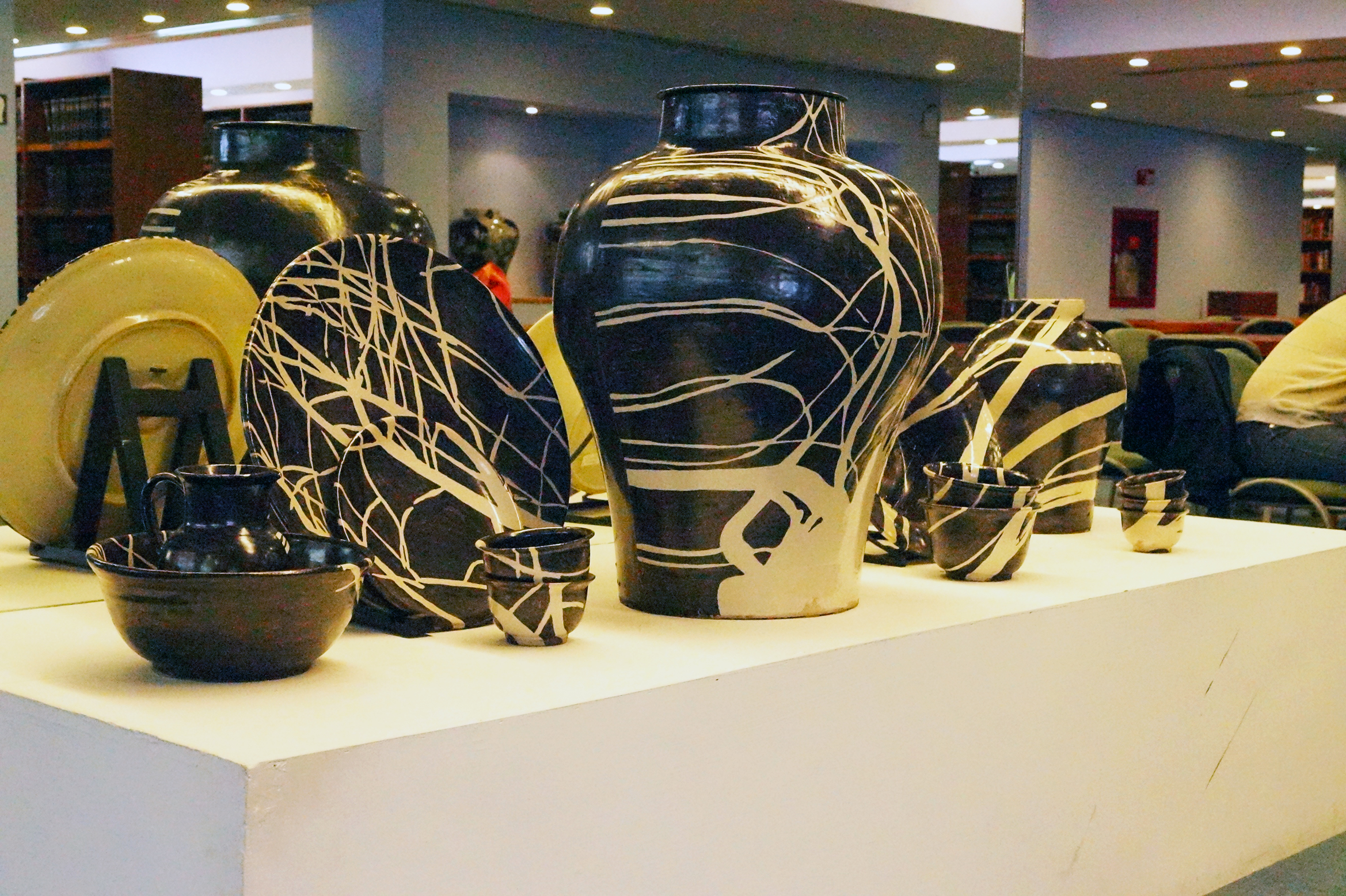
"F.D.L." (obra de arte)
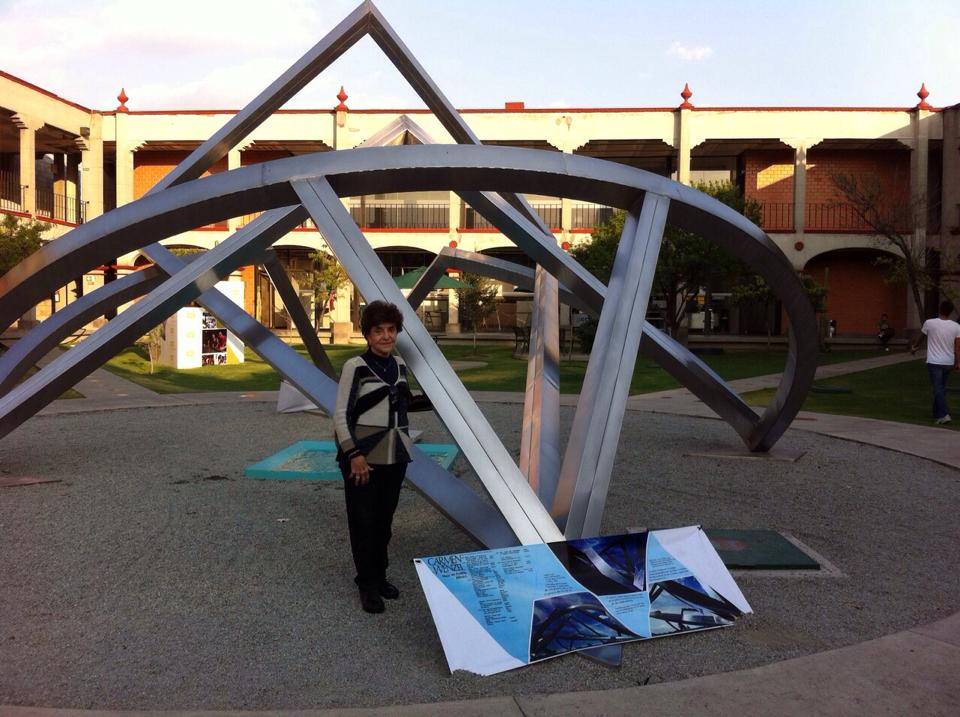
Carmen Wenzel y su escultura "Encuentro cósmico"
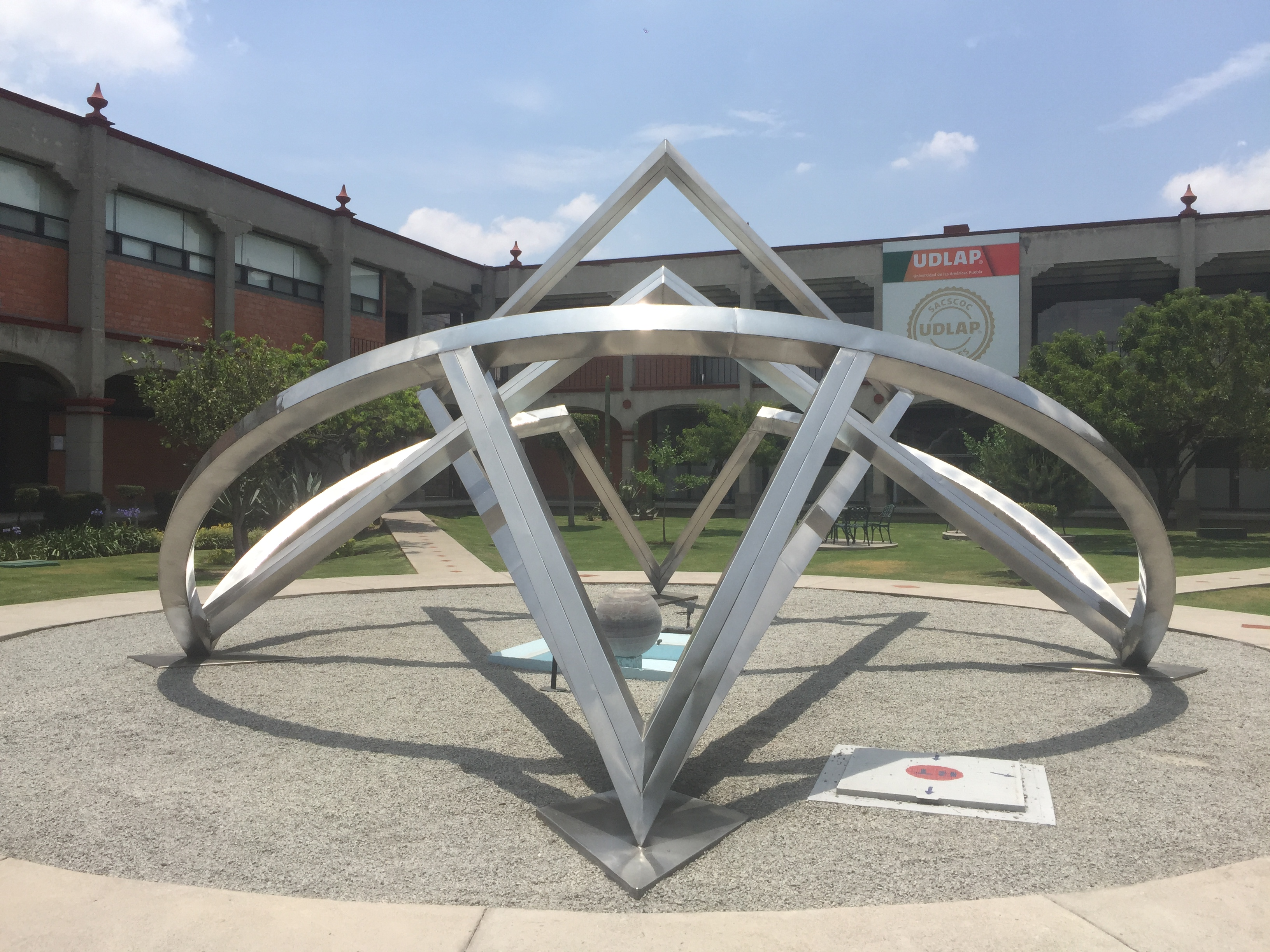
"Encuentro cósmico"